# 基隆要塞司令官邸
基隆要塞司令官邸，又名流水巴士社宅、中正路李宅，是位於台灣基隆市中正區中正路的日式宿舍建築，2006年被登錄為基隆市市定古蹟

## 沿革
此建物最初為商人流水伊之助的宅邸，其自日治時期1921年於基隆經營公共馬車業務，後改制為流水巴士、基隆乘合自動車株式會社，即現在基隆市公車的前身；之後，選定流水會社所在、昔日之孤拔濱地區興建自宅，並在昭和六年(1931年)落成。
至於日治時期的基隆要塞司令官舍，是「基隆要塞司令部」於1903年成立後，將官舍設在義重橋街，沿用了原本的築城支部長宿舍（此處為清代的統領衙門，為基隆港東岸的高地），並曾在1905年改建。之後，基隆要塞司令官舍為配合基隆港挖浚、填海造陸及市區改正工程，因此遷至南側的玉田街的高地（因此又稱少將嶺），新的官舍在1913年1月落成；舊的司令官舍則改作「基隆俱樂部」，一旁另有興建基隆公會堂。在二次世界大戰期間，少將嶺的基隆要塞司令官舍因空襲轟炸造成局部損毀，但在修建後仍可使用，基隆市政府在1946年曾有意將此處改作市參議會所在，在國民政府接管後則將司令官邸遷至前述流水伊之助的社宅。另一說提到原少將嶺的日本時代建的要塞司令官邸繼續給臺灣警備總司令部基隆市團管處使用，且該官邸出現在戰後基隆著名攝影師鄭桑溪的作品中，可以做為戰後少將嶺的官邸建築仍存在鐵證。
基隆要塞於1957年裁撤，而戰後最後一任司令仍居住於此，而後分租給李濟捷一家。李家於1980年代初頂下此建築，並因中華民國國防部來文擬拆除而在1998年遷出；但因基隆在地的文史工作者及時搶救，拆除工作無疾而終，使建築得以倖存至今。
2014年，司令官邸受到颱風影響導致結構嚴重坍塌，多數檜木、黑燻瓦等建材完全毀損；2015年8月，蘇迪勒颱風過境，司令官邸側棟幾乎夷為平地。2016年，司令官邸建物及土地產權完成撥用，由基隆市文化局接管；2018年11月7日修復工程動工，2020年在納入大基隆歷史場景再現計畫下成功修復完成，2021年開放民眾參觀。
2021年11月6日，基隆市政府與誠品書店合作進駐司令官邸，3個月內開設「誠品書店基隆期間限定店」。

## 建築設計

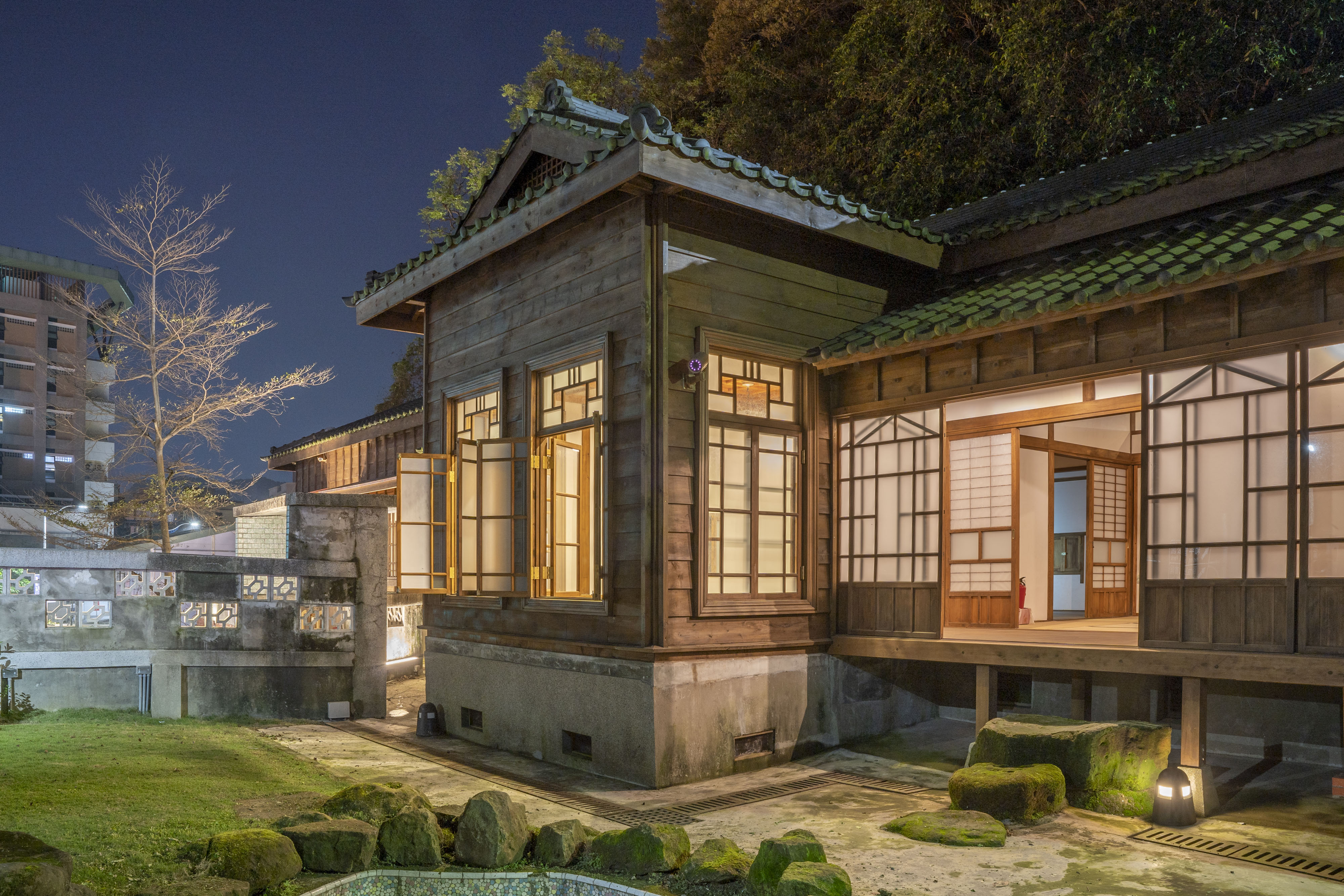
夜晚的基隆要塞司令官邸

此獨棟高等宿舍為具有和式結構結合「土藏造」特點的和洋折衷樣式建築，規模格局仍保持完整，屋頂則以多種形式組合而成，規模空間有別於一般公有日式宿舍的格局，入門玄關柱頭採「銅包柱」形式留下家族象徵，古銅色外表不僅在圓圈中有「水」字，更以各式彎曲線條連結成圖騰，階梯兩旁的欄杆、圍牆，都採用日治中、後期頗為流行的洗石子裝飾及幾何造型。
屋內構造，則開設座敷、居間、茶之間、應接室等多間寢間部分，並保留日式屋舍中最具傳統風貌的壁龕、押入（日式壁櫃）、天袋（壁上小抽屜）等設備，押入上方的活動夾板，尚可通往屋頂的構架空間，因而保留了原始屋頂維修的通道動線。。建築後方則設有防空洞。

## 外部連結
- 基隆要塞司令官邸 - 文化部文化資產局 （页面存档备份，存于）
- 基隆要塞司令官邸 - 大基隆歷史場景再現計畫